# Els planetes

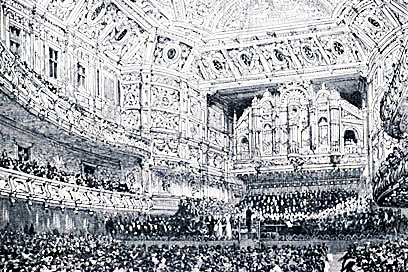
El Queen's Hall, a Londres; la sala de concerts on s'estrenà Els planetes el 1918.

Els planetes (títol original en anglès The Planets), op. 32, és una suite orquestral composta entre 1914 i 1918 per Gustav Holst. Fou estrenada el 29 de setembre de 1918 per l'orquestra del Queen's Hall, dirigida per Sir Adrian Boult. L'obra està formada per set moviments, cadascun dels quals porta el nom d'un planeta i un subtítol que explica la seva funció característica.
Està escrita per a una gran orquestra amb instruments que no s'utilitzen gaire, com la flauta travessera baixa, l'oboè baix i la tuba tenor. Està formada per set moviments, cada un dedicat a un dels set planetes (exceptuant la Terra) que es coneixien en l'època en què va compondre l'obra. L'únic que falta, doncs, és Plutó, descobert l'any 1930.
La música de cadascun dels planetes vol mostrar les característiques que els atribuïen els astròlegs. Els diferents quadres orquestrals que formen aquesta obra mostren el domini del compositor, que aconsegueix els adients climes orquestrals per a cada planeta. Els set planetes de la suite i el seu caràcter són els següents:
1. Mart, el portador de la guerra
2. Venus, el portador de la pau
3. Mercuri, el missatger alat
4. Júpiter, el portador de l'alegria
5. Saturn, el portador de la vellesa
6. Urà, el màgic
7. Neptú, el místic

## Orquestració
4 flautes, 2 flautins, 1 flauta baixa, 3 oboès, 1 oboè baix, 1 corn anglès, 3 clarinets en sib i en la, 1 clarinet baix en sib, 3 fagots, 1 contrafagot, 6 trompes en fa, 4 trompetes en do, 2 trombons tenor, 1 trombó baix, 1 tuba tenor en sib, 1 tuba baixa, 2 arpes, 1 celesta, 1 xilòfon, 6 timbales (2 persones), percussió (3 persones), 1 orgue, corda (violins I i II, violes, violoncels i contrabaixos) i cor femení de 6 veus.

## Moviments

### Mart
La peça és molt bèl·lica, el compàs de 5/4 fa que la peça sigui molt brusca i de les obres més esfereïdores que mai s'hagin compost.
Una vigorosa figura rítmica en compàs de 5/4 actua de leitmotiv, mantenint-se constant en el vaivé dels temes, mentre la corda fa un ritme obstinat. Els instruments de vent inicien el tema principal amb tres notes llargues: sol/re/re bemoll, que formen una dissonància anomenada a l'edat mitjana com “Diabolus in musica” o tríton. Aquesta figura rítmica va modulant i augmentant quant a volum sonor fins a la lenta secció central marcat a la blanca 5/2, escoltant-se primer el tambor i després les trompetes fent l'obstinato inicial. Tot el fragment està estructurat en tres seccions, cadascuna aconsegueix el clímax dramàtic.
Holst volia que aquest moviment s'interpretés més de pressa que una marxa normal per crear un ambient mecànic i inhumà.

### Venus
Com a contrast amb el primer moviment, el del segon és d'una bellesa intensa i serena. La peça està plena de figuracions, una d'elles són 4 notes repetides de la trompa, seguides d'uns acords descendents dels instruments de fusta. El moviment es desenvolupa en un ambient creixent que simbolitza la pau, primer tranquil·lament, després amb més animació i per acabar amb extrema lentitud. Una rica ampliació de la figura inicial de la fusta posa fi al moviment.
Al contrari de la peça anterior, aquesta peça és totalment tonal però molt impressionista.

### Mercuri
Aquest moviment és un ràpid i hàbil scherzo que comença en doble tonalitat (La/Si bemoll), però que modula molt i acaba jugant amb acords molt distants que junt amb l'eliminació dels instruments més pesats de l'orquestra, dona a l'obra una sensació de velocitat i de caducitat. La peça no arriba a grans punts de culminació musical a part d'una part del centre de l'obra.

### Júpiter
Holst imaginava Júpiter com "una d'aquestes persones d'etern bon humor, grosses i alegres, que gaudeixen de la vida”. Aquesta idea està plenament aconseguida.
Aquí Holst va posar en pràctica tècniques de composició que fan d'aquesta obra una d'especial.
Els ostinato del violí inicien la peça, seguides d'un toc de trompes a la qual s'uneix l'orquestra sencera. El compositor domina perfectament les modulacions i els canvis melòdics i rítmics.
Arribat a un punt culminant, entra l'andante maestroso, amb un lirisme que recorda a Brahms.
Acabat l'andante, es retorna al caràcter inicial, amb el tempo una mica més ràpid i lleuger.
L'obra acaba en un punt culminant amb tota l'orquestra.

### Saturn
La primera part descriu les xacres de l'ancianitat. Les flautes preparen l'ambient per un tètric tema a càrrec de la corda baixa. La música pren impuls i el metall inicia una melodia de caràcter marcial sobre un ostinato dels baixos. Després d'un lent i llarg passatge s'inicia un crescendo que condueix a un tempestuós cim. L'atmosfera canvia. Torna el tema del metall, subtilment transformat per significar que l'ancianitat pot ser bella i afable.

### Urà
És un moviment informal i alegre, ple de transformacions veritablement màgiques. Una figura de quatre notes repetida dues vegades a l'inici reapareix constantment com un fil conductor. Els tres fagots en staccato representen al personatge del mag. A ells s'uneix gradualment l'orquestra en un desenvolupament ple de vitalitat. Després d'una misteriosa disminució de la sonoritat s'acaba el moviment.

### Neptú
L'últim moviment està submergit en una atmosfera imprecisa que suggereix la visió de l'infinit, més enllà de l'espai i del temps. Només a prop del final, el clarinet executa un passatge que quasi podria qualificar-se de melòdic. Al llarg de tot el fragment, la música es balanceja entre dos acords distanciats, fins i tot quan, quasi de manera imperceptible, s'uneix a l'orquestra el cor femení. Els instruments emmudeixen a poc a poc, fins que les veus es queden soles per posar fi a l'obra en un prolongat diminuendo.